# 부타돈
부타돈(일본어: 豚丼)은 돼지고기를 밥 위에 올린 덮밥 요리이다. 부타동이라고 발음하기도 한다.

## 레시피
- 재료 : 목살 300g, 양파 1/2개, 당근 약간
- 소스 : 간장 4TS, 미림 3TS, 설탕 2TS

1. 돼지고기는 맛술, 소금, 후추를 살짝 뿌려 30분간 밑간한다.
2. 위의 소스는 미리 섞어놓는다
3. 양파와 당근은 채 썰어 준비한다.
4. 팬을 달구어 목살을 앞뒤로 익힌다.
5. 적당히 익은 고기를 크기에 맞게 잘라준다.
6. 기름을 닦아낸 팬에 양파와 당근을 볶아준다.
7. 소스를 부어 졸이거나 약간 남긴 뒤 밥 위에 얹어준다.

## 같이 보기
- 규돈